# Semana vegetariana
La Semana Vegetariana (World Vegetarian Week (WVW)) se inicia el 1 de octubre con el Día mundial del vegetarianismo y coincide con los primeros siete días de octubre cada año, periodo en el cual los seguidores se comprometen a no comer carne ni pescado y promover el estilo de vida vegetariano.
Durante mucho tiempo, muchas organizaciones de diferentes países han propuesto semanas vegetarianas, consiguiendo una aceptación y seguimiento a nivel estatal. Las fechas, sin embargo, variaban entre países y no existía coordinación internacional.
En 2008, un grupo de activistas de diferentes países se reúnen en el 38 Congreso Vegetariano Mundial decididos a coordinar las actividades para promover la semana vegetariana anual en octubre, entre los días 1 y 7, con una página web que sirve tanto para compartir ideas, como material promocional y recursos de la WvW.
La primera semana coordinada tuvo lugar en 2008 en 13 países.